# طواف أوقيانوسيا للدراجات 2009–10
طواف أوقيانوسيا للدراجات 2009–10 (بالإنجليزية: 2009–10 UCI Oceania Tour)‏ هو الموسم 6 من  طواف أوقيانوسيا للدراجات ‏، بدأ في 11 أكتوبر 2009، وأنتهى في 31 يناير 2010.

## السباقات
| طواف أوقيانوسيا للدراجات | طواف أوقيانوسيا للدراجات | طواف أوقيانوسيا للدراجات | طواف أوقيانوسيا للدراجات | طواف أوقيانوسيا للدراجات | طواف أوقيانوسيا للدراجات | طواف أوقيانوسيا للدراجات | طواف أوقيانوسيا للدراجات |
| التاريخ                  | #                        | السباق                   | الفائز                   | الثاني                   | الثالث                   |                          |                          |
| ------------------------ | ------------------------ | ------------------------ | ------------------------ | ------------------------ | ------------------------ | ------------------------ | ------------------------ |
| 11 – 17 أكتوبر 2009      | 1                        | طواف هيرالد صن           | برادلي ويغينز            | كريستوفر ساتون           | جوناثان كانتويل          |                          |                          |

## وصلات خارجية
- الموقع الرسمي